# NGC 1044
NGC 1044 je galaksija u zviježđu Kit.

## Vanjske poveznice
- SEDS: NGC 1044